# Катгак
Катгак — одна з восьми основних форм індійського класичного танцю.  Походження Катгака традиційно приписують подорожуючим бардам давньої північної Індії, відомим як катгакари або казкарі. Термін катгак походить від ведичного санскритського слова катга, що означає «історія», і катгакар, що означає «той, хто розповідає історію», або «пов'язаний з історіями».  Мандрівні катгакари передавали історії з великих епосів та античної міфології через танець, пісні та музику.  Танцівниці катгак розповідають різні історії за допомогою рухів рук та великої роботи ніг, рухів тіла та гнучкості, але найголовніше за допомогою міміки. Катгак еволюціонував під час руху Бгакті, зокрема, включивши дитинство та історії індуїстського бога Крішни, а також незалежно від судів північноіндійських царств. Катгак унікальний тим, що має як індуїстські, так і мусульманські гарани та культурні елементи. Вистави катгак включають урду-газелі і зазвичай використовують інструменти, привезені під час ісламського правління.
Катгак існує у трьох різних формах, так звані «гарани», названих на честь міст, де еволюціонувала традиція танцю катгак — Джайпур, Варанасі та Лакхнау.  У той час як джайпурська гарана більше зосереджується на рухах стоп, ганари Варанасі та Лакхнау більше зосереджуються на міміці та витончених рухах рук. У стилістичному плані танцювальна форма катгак підкреслює ритмічні рухи стоп, прикрашені маленькими дзвіночками (гунґру), і рух, гармонізований із музикою. Ноги і тулуб, як правило, прямі, і історія розповідається за допомогою розвиненого словникового запасу, що базується на жестах рухів і руху верхньої частини тіла, міміці, рухах шиї, рухах очей і брів, сценічних рухах, нахилах і поворотах. Основна увага в танці робиться очима та рухами ніг. Очі працюють як засіб розповіді історії, про яку розказує танцюрист. Бровами танцівниця надає різну міміку. Відмінність між традиціями полягає у відносному акценті між акторською майстерністю та роботою ніг, причому стиль Лакхнау підкреслює акторську майстерність та джайпурський стиль відомий своєю вражаючою роботою ніг.
Катгак як вистава вижила і процвітала як усна традиція, впроваджувала інновації та навчала від покоління до покоління словесно та завдяки практиці. Він змінив, адаптував та інтегрував смаки могольських дворів у 16-17 століттях, зокрема Акбаром, і був висміяний та занепав у колоніальну британську еру, а потім відродився, коли Індія здобула незалежність і прагнула заново відкрити його давнє коріння та почуття національної ідентичності завдяки мистецтву.

## Етимологія та номенклатура
Термін катгак укорінений у ведичному терміні катга (санскрит: कथा), що означає «історія, розмова, традиційна казка». Катгак відноситься до однієї з основних класичних танцювальних форм, що в основному зустрічаються в північній Індії, з історичним впливом, подібним до Бгаратанатьями на півдні Індії, Одіша на сході Індії та інших основних класичних танців, що зустрічаються в Південній Азії. Він відрізняється від численних форм народних танців, що зустрічаються на півночі та інших частинах Індійського субконтиненту.
Танцівниці катгак у стародавній Індії були подорожуючими бардами і були відомими як кathakas, або кathakar.
Катгак надихнув на спрощені регіональні варіанти, такі як бгавай — форма сільського театру, що фокусується на казках індуїстських богинь (Шакті), і така, що з'явилася в середньовічну епоху, в даний час існує в Гуджараті, Раджастгані та Мадх'я-Прадеші. Інший варіант, що з'явився із давнього катгаку, — тгумрі.
Тгумрі був розвинений спільнотою таваїф, яких британці назвали «науч» танцюристки. Їхня історія як танцівниць катгак була знищена в сучасній Індії Паллабі Чакрарторті. (2008) . «Дзвони змін: Танець катгак, жінки та сучасність в Індії», також див. «Таваїф і танцівниця: боротьба за ідентичність»

## Історія

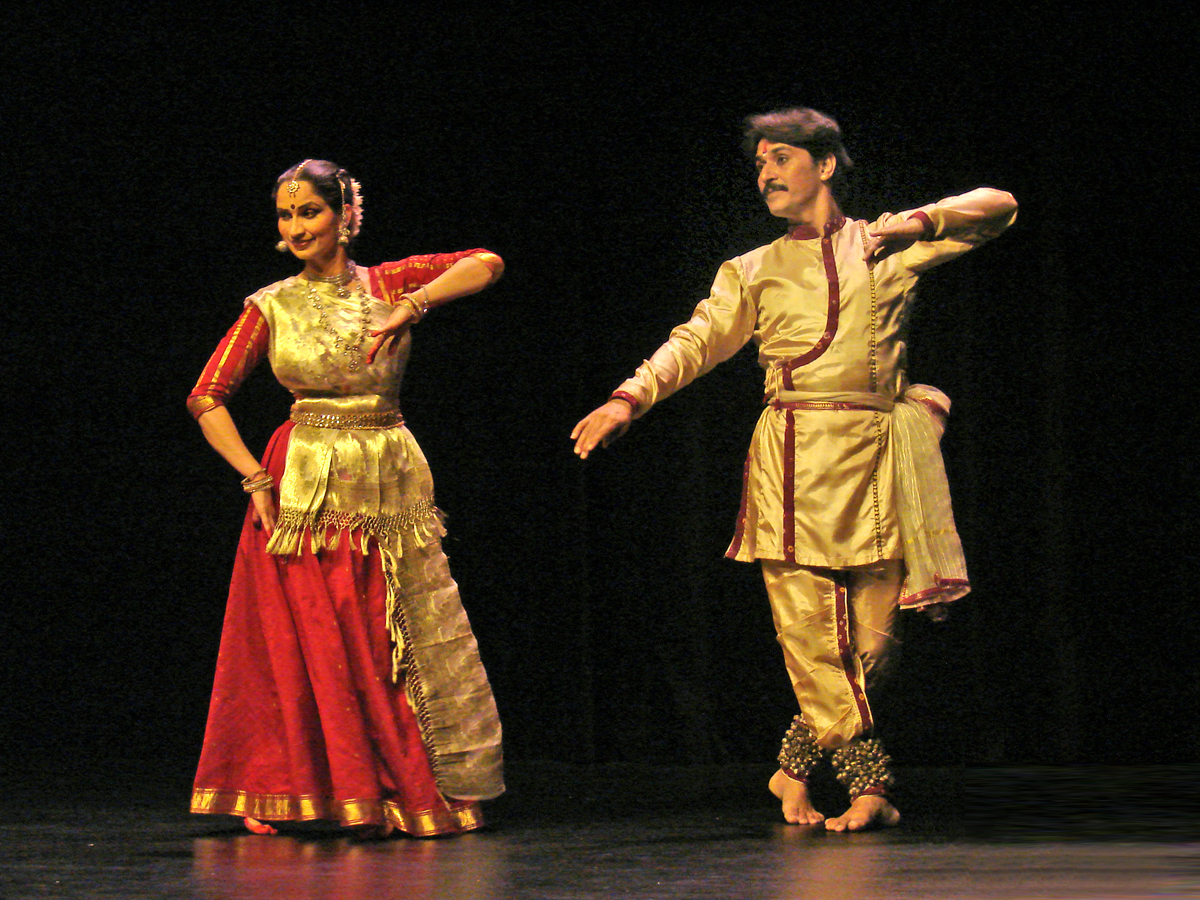
Танець катгак у виконанні Шарміли Шарми та Раджендри Кумара Гангані в музеї Ґіме (листопад 2007)

Нехай Натья (драма та танці) буде п’ятим ведичним писанням.

У поєднанні з епічною історією,

прагнення до чесноти, багатства, радості та духовної свободи,

воно повинно містити значення кожного писання

і розвивати кожне мистецтво.
— Натьяшастра 1.14–15
За словами Мері Снодграсс, традиція катгак в Індії простежується до 400 р. до н. е. Найбільш ранній текст, що зберігся з корінням катгак, — Натья-шастра приписується мудрецю Бгараті, і його перша повна збірка датована між 200 рр. до н. е. та 200 н.е,   але оцінки коливаються між 500 рр. до н. е. та 500 н. е. 
Найбільш вивчена версія тексту Натья-шастра складається приблизно із 6000 віршів, структурованих у 36 глав.   У тексті, зазначає Наталія Лідова, описується теорія танцю Тандава (Шива), теорія раси, бгави, вираз, жести, акторські прийоми, основні кроки, статичні пози — все це є частиною індійських класичних танців, включаючи катгак.   Танцювальне та виконавське мистецтво, зазначає цей древній індуїстський текст, є формою вираження духовних ідей, чеснот і сутності Писань.
Таблички датовані II століттям до нашої ери, знайдені в Бгаргуті, показують танцюристів у вертикальній стійці, позиції їхніх рук уже свідчать про сучасні рухи катгак. У більшості танцюристів одна рука біля вуха в патака хаста (мудра). У наступні роки хаста була опущена до рівня бюсту.
Термін катгакас у значенні «казкарі» трапляється у стародавніх індуїстських текстах, таких як «Магабгарата»:
वेदवेदाङ्गविद्वांसस्तथैवाध्यात्मचिन्तकाः |

चौक्षाश्च भगवद्भक्ताः सूताः पौराणिकाश्च ये ||२||

कथकाश्चापरे राजञ्श्रमणाश्च वनौकसः |

दिव्याख्यानानि ये चापि पठन्ति मधुरं द्विजाः ||३||

Слідом за вченими Вед і Веданг і тими, хто розмірковує над своєю душею,

особами, які знаються на музиці, відданими Бгаґаваті, (...)

катгакас (читачі священних знань), мешканці лісів, (...)

ті, хто мило читає небесні історії.— Аді Парва CCVI.2-3, Магабгарата, Книга 1
Барди, актори, танцюристи, співаки та музичні співці легенд та історій згадуються сотні разів в індуїстських епосах.

### Ера руху Бгакті
Текстові дослідження свідчать, що «катгак» як класична форма танцю, ймовірно, бере початок у Банаресі (Варанасі) і звідти мігрувала на північний захід до Лакхнау, Джайпура та інших частин півночі та північного-заходу Індії. Традиція танцю катгак у Лакхнау приписує цей стиль прихильнику руху Бгакті на ім'я Ішварі з села Хандія в Аллахабаді, штат Уттар-Прадеш, який визнав, що індуїстський бог Крішна з'явився уві сні і просить його розвинути «танець як форму поклоніння». Ішварі навчав своїх нащадків, які, у свою чергу, зберігали навчання та розробки завдяки усній традиції протягом шести поколінь, що в кінцевому підсумку дало версію танцю катгак — родинне дерево, яке визнано як в індуїстській, так і в мусульманській індійській літературі.
Еволюція танцювальної теми катгак під час руху Бгакті зосереджувалась насамперед навколо божественного Крішни, його коханої Радги та доярок (гопі) — навколо легенд та текстів, таких як Бхаґавата-Пурана, знайдених у традиціях вайшнавізму в індуїзмі. Любов між Радгою і Крішною стала символом кохання між Атманом (душа всередині) і вищим джерелом (космічна душа скрізь), темою, яку висловлювали танцювальний балет та міметичні п'єси артистів катгак. Незважаючи на те, що швидкі кружляння у катгаку вважаються центральноазіатський впливом, Санґіратаратнакара, санскритський текст XIII століття про індійську класичну музику та танець, у розділі 4 згадує танцювальний рух із швидким кружлянням, як колесо, що тримає руки в позі Дола і згинає тіло всередині називається «Какрамандала». Це застосовується в поклонінні богам і в енергійному русі.

### Епоха Моголів
Суди та дворяни епохи Великих Моголів прийняли катгак як форму аристократичної розваги, яку готові були забезпечити сім'ї з низьким рівнем достатку. За словами Дріда Вільямса:
Слід пам’ятати, що першими танцюристами катгак були, зрештою, індуїсти, які танцювали для володарів Могула. Занадто велике зовнішнє вираження релігійних переконань було, без сумніву, небажаним. Тому розумно припустити, що широке використання абстрактних танців, хитромудрого дзвону (таткар), сліпучих поворотів і швидкоплинних, тимчасових, проблисків Радги та Крішни в катгак виникало як нагадування танцюристам про їх причини для танців і (ніжно, ненав’язливо) обдурити свою придворну могульську публіку. Можливо, таткар та тукра становили основну масу виступів цих перших танцюристів. Поступово все більше і більше образів, потім історій з'являлось про Крішну та Радгу.— Дрід Вільямс, Антропологія та танець
З часом у репертуарі катгак були додані перські та середньоазіатські теми, такі як кружляння суфійського танцю, костюми сарі замінили на відкритий купальник і включали прозору вуаль, звичну для середньовічних танцюристок гарему. Коли колоніальні європейські чиновники почали прибувати до Індії, то були свідками придворних розваг катгак, які являли собою синтез давньоіндійської традиції та середньоазіатсько-перської танцювальної форми, а виконавців танцю катгак називали «дівчатами-науч» (або похідною від нач із важчих для вимови санскритом натчг).

### Епоха Британської Індії
Із розповсюдженням колоніального британського панування в Індії XIX століття катгак разом з усіма іншими класичними танцювальними формами був занедбаний, і він сильно занепав. Це було частково результатом вікторіанської моралі щодо сексуальної репресивності водночас з англіканськими місіонерами, які критикували індуїзм. Преподобний Джеймс Лонг, наприклад, запропонував танцюристам катгак забути давньоіндійські казки та індуїстські легенди і замінити їх європейськими легендами та християнськими казками. Місіонери записали своє розчарування в Church Missionary Review, коли побачили, як індуїстська аудиторія аплодувала і вигукувала «Ram, Ram» під час виступів катгак.
Спокусливі жести та міміка під час виступів катгак у храмах та сімейних обставинах були викладені в «Помилках індійського жіноцтва», опублікованому на початку 20 століття, як свідчення традиції «блудниць, приниженої еротичної культури, рабства ідолів та священиків», і християнські місіонери вимагали припинити це, розпочавши «рух проти танцю» або «рух проти нігтів» у 1892 р. Чиновники і газети дегуманізували танцюристів катгак і змушували припинити джерела патронажу підтримувати вистави катгак та «дівчат-науч» (також мають визначення як девадасі та таваїфс у літературі середини 20-го століття). Багато людей звинувачували танцювальну форму як різновид проституції, тоді як відроджувачі ставили під сумнів побудовані історії колоніальних письменників.
Маргарет Волкер констатувала, що, не тільки місіонери та колоніальні чиновники висміювали танцюристів катгаку. Індійці мали погану освіту у Британській Індії та були змушені пристосовуватися до розсудливості та критики Вікторіанської доби. Тож через це, можливо, вони втратили свій культурний зв'язок, більше не розуміли суть духовного, і те, що стоїть за танцем. Припустила, що це одна з «соціальних бід, аморальних та відсталих елементів» у їхній спадщині, яку вони повинні викорінити. Однак індійські сім'ї продовжували приватні заняття та зберігали мистецтво катгак як усну традицію. Учителі Катхак також перейшли на навчання хлопчиків, щоб зберегти традицію, оскільки більша частина насмішок 20-го століття була спрямована на катгак «дівчат-науч».
На початку 20 століття до катгаку була привернута увага аудиторії за межами Індії завдяки Калкапрасад Махарадж.

### Постколоніальна ера
Рух за припинення колоніальної ери та за незалежну Індію, зазначає Вокер, також став свідченням відродження катгаку і, в цілому, культурного хвилювання та зусиль для повернення культури та повторного відкриття історії.

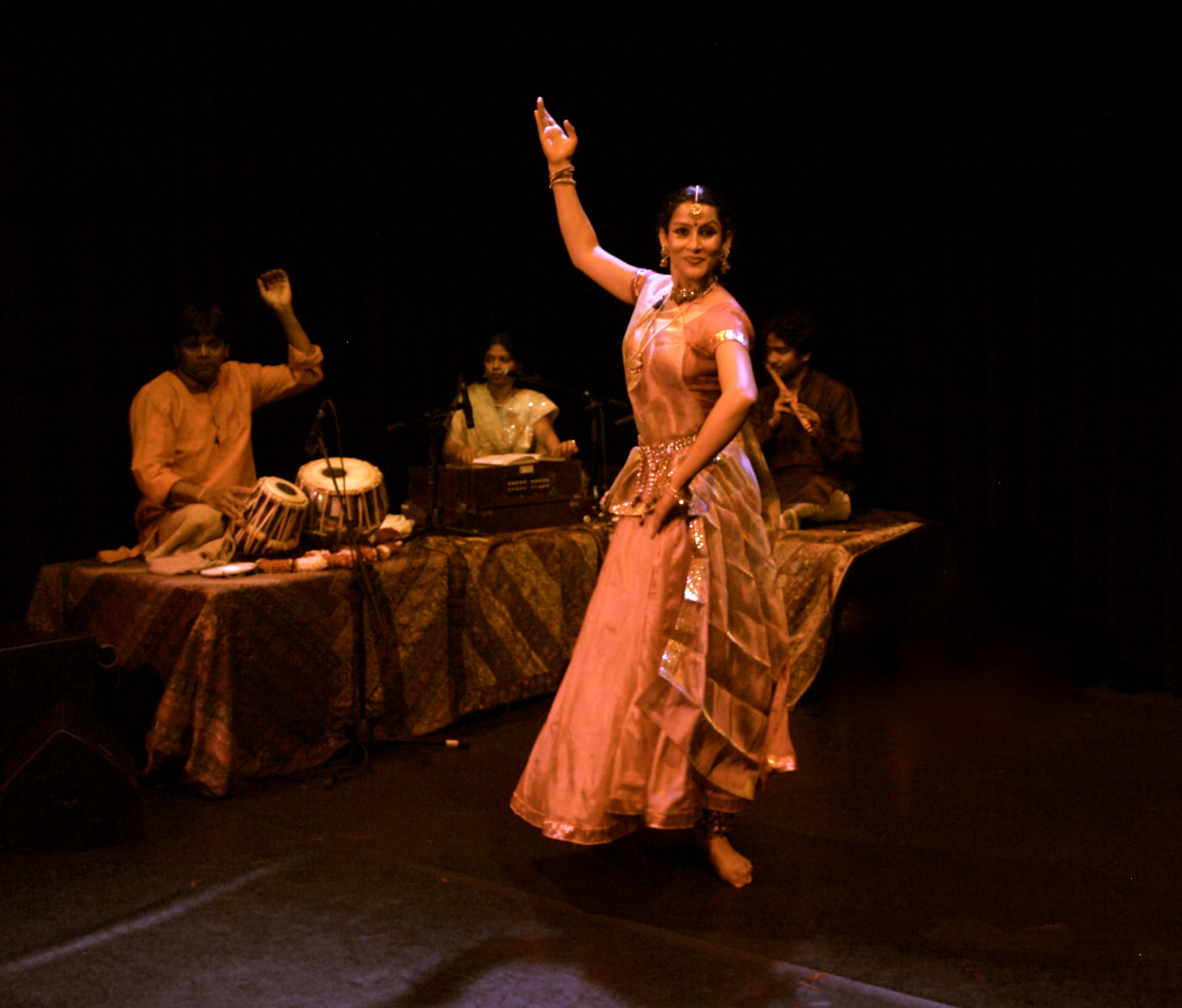
Стан «сам» у виконанні Маніші Гульяні

Рухи відродження катгаку спільно розвивалися в мусульманських та індуїстських гаранах, особливо громадою Катгак-Місра. Серед них традиції катгаку Джайпура та Лакхнау привернули більше наукових знань.
Найстаріший відділ катгаку, який вивчається в коледжі (університеті), був заснований у 1956 році в Університеті Індіри Кала Санджит, державному університеті, розташованому в Хайраґарг, де доктор Пуру Дадхіч створив перший план навчальних програм катгак. Він був натхненний дипломною роботою Моганрао Каліанпуркара в коледжі Бгатханде.
Згідно зі статтею BBC Arts, катгак унікальний у практиці мусульманської громади Індії, і, отже, має «історичний зв'язок з ісламом». Фара Ясмін Шейх, мусульманка та учениця Пандіта Читреш-Даса у школі в Лакхнау, вважає Катак «злиттям індуїстської та мусульманської культур» і презентувала свої виступи в Пакистані. Натомість, заявляє ВВС, «Нахід Сіддікі, що мешкає та вихована у Великій Британії, важко вивчає та презентує власне мистецтво (катгак) у своїй країні народження Пакистані».
Хоча більшість вчених розглядають катгак як давнє мистецтво, деякі, такі як Маргарет Волкер, вважають, що сучасний катгак є явищем 20 століття, більше формою культурного відродження, якщо покладатися на документи, пов'язані з музикою.

## Техніки

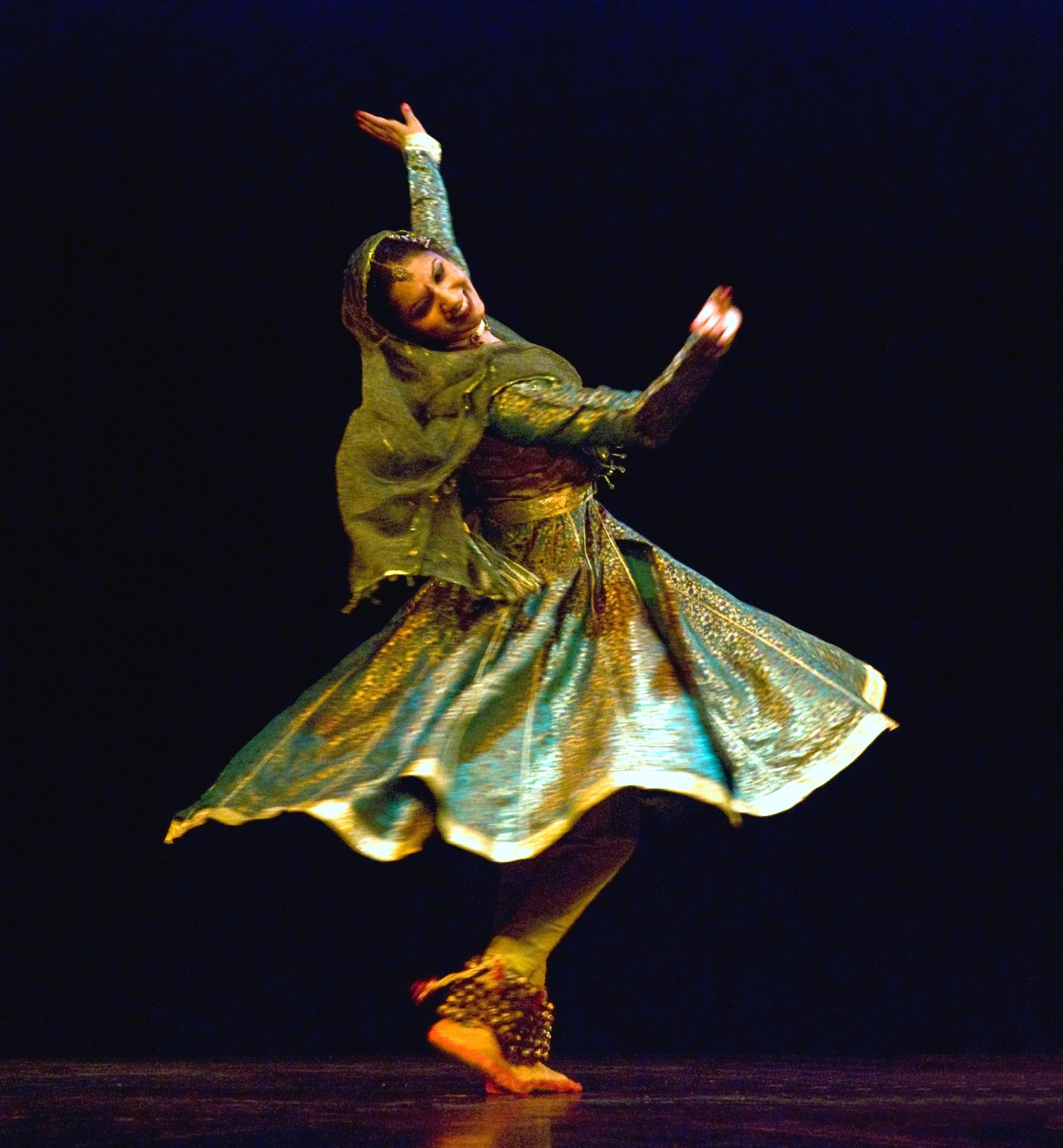
Чаккарвала тукра

Сучасний катгак у всіх трьох основних підтрадиціях, так звані стилі Лакхнау, Варанасі та Джайпур (гарана), зазначає Бруно Неттл, складається з трьох основних частин — заклику, одного чистого (абстрактного) танцювального виступу та одного виразного танцю.
Заклик (вандана) складається з того, що танцюрист виходить на сцену і віддає повагу своєму ґуру та музикантам на сцені. Якщо гурт походить з індуїстської традиції, танцюрист(-и) поєднує міміку та жести рук (мудра), щоб закликати індуїстських богів та богинь; водночас як мусульманський виступ замінює віддані вирази на салам (привітання).
Чистий танець називається нрітта, тоді як виразний танець нрітя. Виступ катгаку може бути сольним, дуетним або груповим. У технічному виконанні швидкість та енергія, якими танцюристи обмінюються з аудиторією, зростає в кілька разів, тобто темп подвоюється або збільшується вчетверо. Під час вистави один або кілька артистів катгаку можуть підійти до мікрофона, взаємодіяти з аудиторією, щось пояснити, розповісти анекдот певною мовою або ритмічно продекламувати пісню.
Костюми танцівниці та косметика для обличчя між індуїстською або мусульманською танцювальною трупою катгак відрізняються. Сцена, як правило, порожня, без відволікаючого фону, стверджує Вільямс, а музиканти сидять на килимах внизу праворуч (аудиторія ліворуч), і якщо це індуїстський спектакль, є зображення танцюючого Шиви (Натараджа) або Ґанеші ліворуч на сцені з квітами та ароматним кадінням.  

### Чистий танець (нрітта)
Виконання нрітта починається з послідовності тгатг, яка являє собою повільніший граціозний рух зап'ястями, шиєю та бровами. Після цього танцюрист поступово збільшує швидкість та енергію, одночасно завершуючи послідовність бол (мнемонічні склади в індійській традиції). Кожен бол має короткі фрагменти, схожі на технічні вправи в західних танцювальних традиціях, у яких танцюрист зачіпляє глядач tora, tukra, parhant, paran та інші підкреслюють ноги, жести і повороти. У кожній частині після завершення є розділовий знак, як правило, різкий поворот голови. Кожна щиколотка прикрашена маленькими дзвіночками (гунґру), у яких може бути лише один дзвоник або сотні. Швидкі рухи танцюриста та робота ніг у нітті ідеально приурочена до музичних ритмів (тала) та темпів, а послідовності руху ніг називаються таткарами.
Більшість виступів нрітта — це абстрактний, швидкий та ритмічний аспект катгаку. У нрітті катгак, як і у всіх класичних індійських танцювальних формах, глядачеві представлений чистий рух, де акцент робиться на красі в русі, формі, швидкості, діапазоні та візерунку. Вона спрямована на залучення органів чуття (пракриті) аудиторії.

### Виразний танець (нрітя)

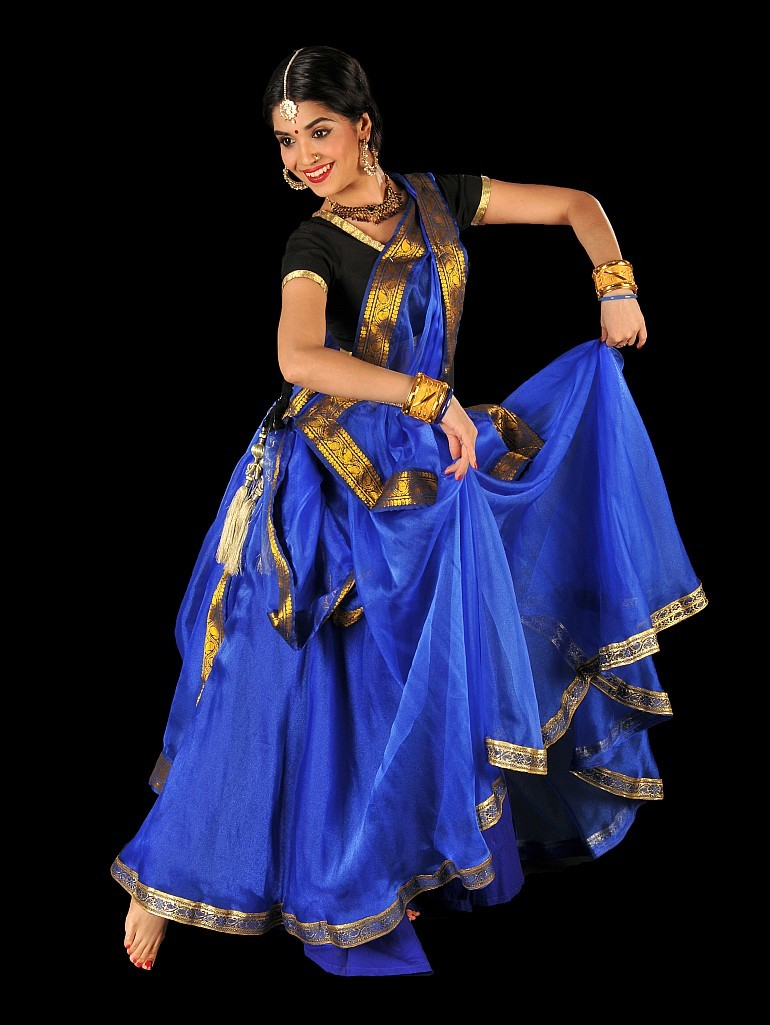
Виразний (нрітя) етап танцю катгак, індуїстське вбрання.

Нрітя є більш повільною та виразною частиною в катгагу, яка намагається передати почуття, особливу сюжетну лінію з духовними темами в індуїстських танцювальних традиціях. У нрітя танець розширюється, включаючи слова, музичні ноти та жести, щоб сформулювати історію чи повідомлення, це більше, ніж чуттєва насолода, він спрямований на залучення емоцій та розуму глядача.
Виразність катгаку також виявляється в інших класичних танцях Індії. Її коріння знаходять у тексті Натьяшастра, який визначає драму у вірші 6.10 як ту, що естетично викликає радість у глядача через засіб акторського мистецтва спілкування, що допомагає зв'язати та перенести особистість у надчуттєвий внутрішній стан буття.  Натья (театр) з'єднується через абхінайю (дію) (буквально, «доводячи до глядачів»), , що застосування тіла—мовлення—розуму і сцени, в якій стверджує, Натьяшастра, актори спілкуються з аудиторією, через пісню і музику.  Драма у цьому давньому санскритському тексті, таким чином, є мистецтвом залучати всі аспекти життя, щоб прославити та подарувати стан радісної свідомості.  За словами Массі, ще одним важливим стародавнім текстом, який вплинув на катгак, є Абхіная Дарпанам з Нандікешвара (~ 2 століття н. е.). 
У катгаку абхіная — це форма виразних жестів та пантоміми, покладених на музику, які зазвичай окреслюють легенду або сюжет добре відомої історії. Жести та міміка передають ras (почуття, емоційний смак) та bhava (настрій) основної історії.  В індуїстських текстах про танець гуру та артисти успішно висловлюють духовні ідеї, звертаючи увагу на чотири аспекти вистави: Angik (жести та мова тіла), Vachik (пісня, декламація, музика та ритм), Aharya (костюм, макіяж, ювелірні вироби) та Satvik (психологічна постановка художника та емоційний зв'язок з історією та аудиторією, в якій внутрішній та зовнішній стан художника резонує).  Виступ катгак нрітя надає артистам гнучкість та заохочує до імпровізації, і він може не супроводжуватися піснею чи виступом про легенду.  Історії у виконанні катгаку, як правило, стосуються індуїстського бога Крішни (або в деяких випадках Шиви чи Деві), а історії беруться з таких джерел, як Бхаґавата-Пурана або індійський епос. Цю форму виразності також можна знайти в thumri і перській газелі.

### Костюми
Костюми відрізняються у виконавців катгак і знаходять свої джерела в індуїстській або мусульманській культурі. 
Індуїстський костюм для танцівниць має дві варіанти.  Один заснований на сарі, але його носять у стилі, відмінному від звичного стилю, яке перекинуте через ліве плече. Танцівниця катгаку зазвичай обмотує сарі навколо талії, і воно звисає ліворуч.  Блузка під назвою холі покриває верхню частину тіла.  Артистка може носити шарф (подекуди його називають оргні). Волосся, обличчя, вуха, шия, руки, зап'ястя та щиколотки танцівниці, як правило, можуть прикрашені виробами із золота. Тіка або бінді посеред чола є звичним явищем.  Другий варіант образу індуїстської танцюристки катгак використовує довгу, повну (трохи вище щиколотки), легку спідницю, як правило, з вишитою облямівкою, яка допомагає виділити танцювальні рухи. Спідниця контрастує з кольоровим чолі, а прозорий шарф, як правило, накидається на неї та голову танцівниці. Ювелірні вироби зазвичай присутні у другому варіанті. 
У мусульманському костюмі для танцівниць також використовується спідниця, але вона включає приталену піжаму з чуридару, а іноді довгий халат, що покриває руки та верхню частину тіла. На голові покривний шарф, а прикраси легкі.
Індуїстський костюм для чоловіків-виконавців катгаку — це, як правило, шовковий дхоті, обернений довкола талії і покритий шовковою хусткою, зав'язаною зверху.  Верхня частина тіла зазвичай залишається голою або лише з індуїстською ниткою, але іноді вкрита вільною курткою без рукавів. Танцюристи-чоловіки катгаку також носять прикраси, але часто з каменів і набагато простіші, ніж танцівниці-жінки. 

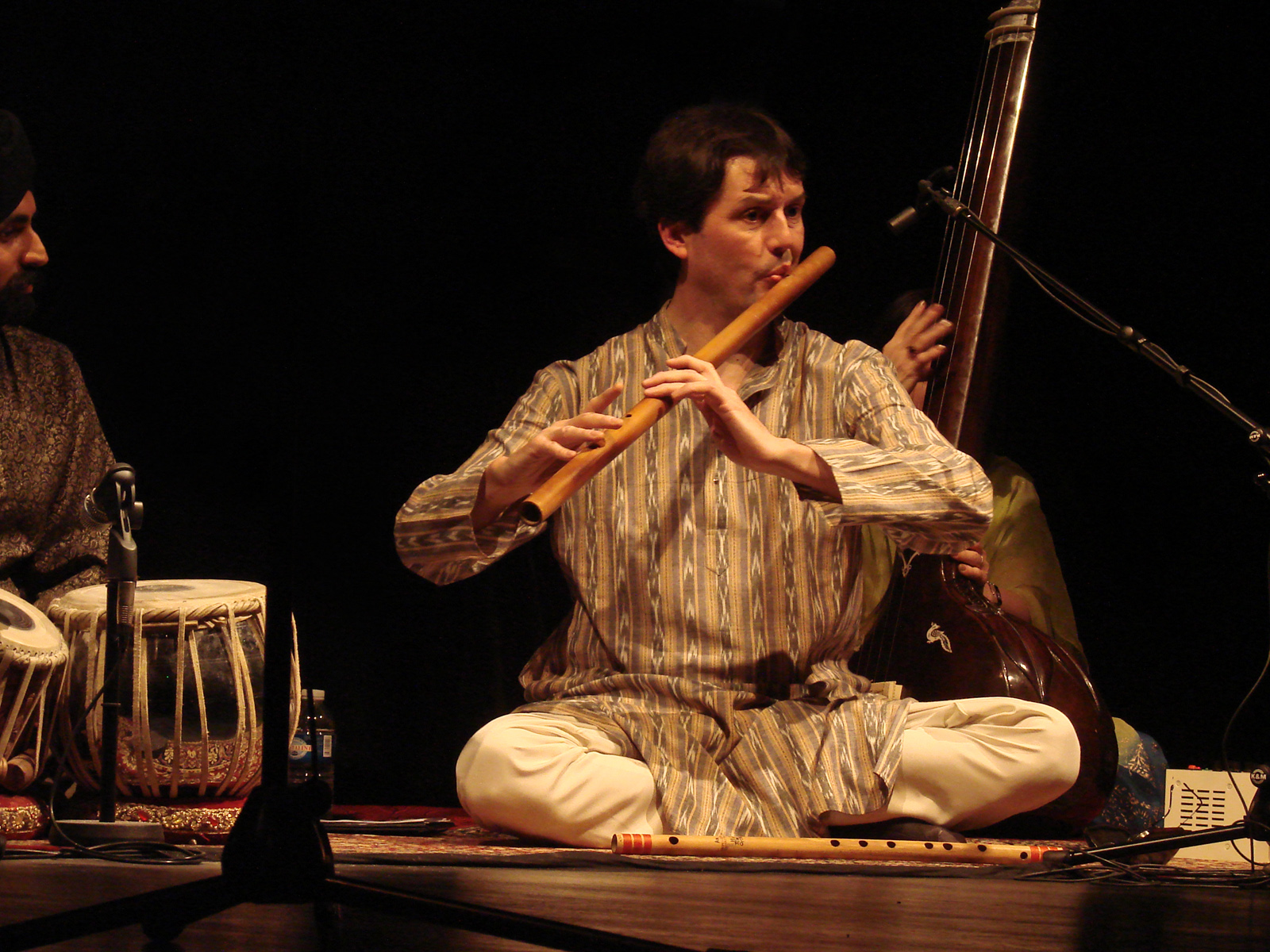
Музичні інструменти, такі як табла тощо (ліворуч), супроводжують виступ катгак.

## Інструменти
Ансамбль музичних інструментів відмінний залежно від будь-якого виконавця катгаку — від двох до дванадцяти класичних індійських інструментів або більше у версіях із синтетичними нововведеннями. Найпоширеніші інструменти, що поєднуються з катгак, — табла (пара ручних барабанів), яка синхронізується з ритмами ніг танцюриста, сарангі або гармонізується з манджирою (ручні тарілки), що вимірює таль (цикл), та інші інструменти для додавання ефекту, глибини та структури до виразної сцени виступу катгак.

## Музика
Стародавній музичний жанр Індії, Друпад, вперше був знову введений у катгак старшим представником катгак в Індії Магамагопадгяє доктором Пандітом Пуру Дадхіком. Він перший в Індії танцюрист катгак, який повернув «Друпад» на офіційну сцену катгаку і цю композицію у 28 матрах. Шанкар Пралаянкар, його композиція «Друпад», має унікальний статус того, що його регулярно співають на концертах маестро «Друпада», брати Гундеча.

## Гарани
Катгак — це розрізнена традиція, з якої три гарани (школи) більш відомі та вивчені — Джайпур, Варанасі та Лакхнау.  Школи роблять різний відносний акцент між такими аспектами виступу катгак, як акторська гра проти роботи ніг. Наприклад, стиль Лакхнау підкреслює акторську майстерність, тоді як стиль Джайпур підкреслює танці та роботу ніг. Традиційно джайпурська гарана мала сильний духовний присмак, охоплюючи різноманітний спектр ідей вайшнавізму та шайвізму. 

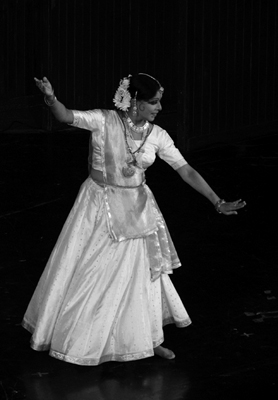
Шована Нараян, одержувач Падма Шрі за внесок у класичний індійський танець

Джайпурська гарана бере свій початок від Бхануджи, відомого танцюриста Шиви Тандави, який під час відвідування Вріндавана був натхненний і навчав Натварі Нрітію.  Онуки Бхануджи, Лалуджи та Канхуджи, були так само натхненні Крішною. Вони повернулися в Джайпур і разом розпочали джайпурську гарану катгаку. Стиль Джайпур розвивався під патронатом правителів Раджпуту, і вони надавали перевагу танцю катгак на індуїстські релігійні теми.  У сучасну епоху ця школа продовжувала акцентувати увагу на танцях та роботі ніг з Джай Лалом, Джанкі Прасадом, Кунданом Лалом, Моганом Лалом та Навалом Кішором.  Ця школа найбільш відома своїми систематичними нововведеннями в ритмічних танцях та використанням танцювального руху для висловлення історії. 
Лакхнау гарана танцю катгак походить від сільського прихильника Крішни на ім'я Ішварі з села на південному сході штату Уттар-Прадеш, який мав на меті розвивати танець катгак як форму любовної відданості Крішні. Ця школа процвітала після розпаду імперії Великих Моголів, коли танцівники катгаку переїхали з Делі до Лакхнау під патронатом набобів Авадг, які віддавали перевагу культурі придворного танцю.  У сучасну епоху стиль Лакхнау гарана впливає на танцювальну школу в Нью-Делі разом із Шамбу Махарадж, Бірджу Махарадж і Лакчу Махарадж. Хореографія катгаку там розробила теми за межами Крішни-Радги, такі як теми, засновані на драматичних творах Шива-Парваті Калідаси та Малаті-Мадгава Бхавабхуті. Ця школа також спробувала індуїстсько-мусульманський стиль ф'южн, виділяючи тему придворних танцюристів.
Гарана Бенарес — третій основний стиль, який традиційно вважається найдавнішим. Його історія незрозуміла. За словами Котарі, школа починалася з Джанакіпрасада з села поблизу Біканера, яка переселилася у Варанасі, чиї предки були відомими танцюристами та музикантами. Джанакіпрасад була танцівницею і знавчинею санскриту, і їй приписували винахід болів катгак, які є мнемонічними складами в мові цього класичного танцю в Індії.
За словами Ніколь Леманн, сучасні танцівниці катгак в різному ступені демонструють поєднання стилів усіх трьох гаран.

## Взаємозв'язок з іншими видами мистецтва
Північноіндійський танець катгак відрізняється від південноіндійського Бхаратанатьям кількома ознаками, хоча обидва вони мають коріння в індуїстському тексті Натья-шастра. Вирази катгак — особливо в індуїстських стилях відданості — більш замкнуті та замкнені, тоді як Бхаратанатьям — більш екстравертний та експансивний.  Катгак зазвичай виконується у стоячій формі з типово прямими ногами та тулубом, тоді як Бхаратанатям широко використовує зігнуту форму коліна (ара манді, напівсидяче положення, дещо схоже на рух балету Демі Пліє). 
Катгак також відрізняється від Катхакалі, хоча обидві традиції індійського класичного танцю «сюжетна гра», де історії традиційно походять з індуїстських епосів та пуран. Катхакалі з'явився в південно-західному регіоні Індії (сучасна Керала) і відрізняється складною кодифікованою барвистою косметикою, масками та костюмами. Катхакалі традиційно є трупами акторів-танцюристів переважно чоловічої статі, які одягаються як герої, героїні, боги, богині, демони, демонізми, священики, тварини та персонажі щоденного життя. Обидві танцювальні форми використовують складну роботу ніг, хореографію та жести рук, але Катхакалі інтегрує південноіндійські бойові мистецтва, такі як різкі зміни руху та стрибки. Обидві танцювальні форми беруть своє коріння із класичних санскритських текстів, але Катхакалі має відносно недавнє походження, більш точно наслідує текст Гастга Лакшанадіпіка і процвітає у 16 столітті. Хоча кожна з них має різну музичну та танцювальну мову, обидва використовують безліч подібних традиційних індійських музичних інструментів.
За словами Міріам Філліпс, індійський танець катгак і іспанський танець фламенко мають багато візуальних, ритмічних та кінестетичних подібностей.

## Галерея

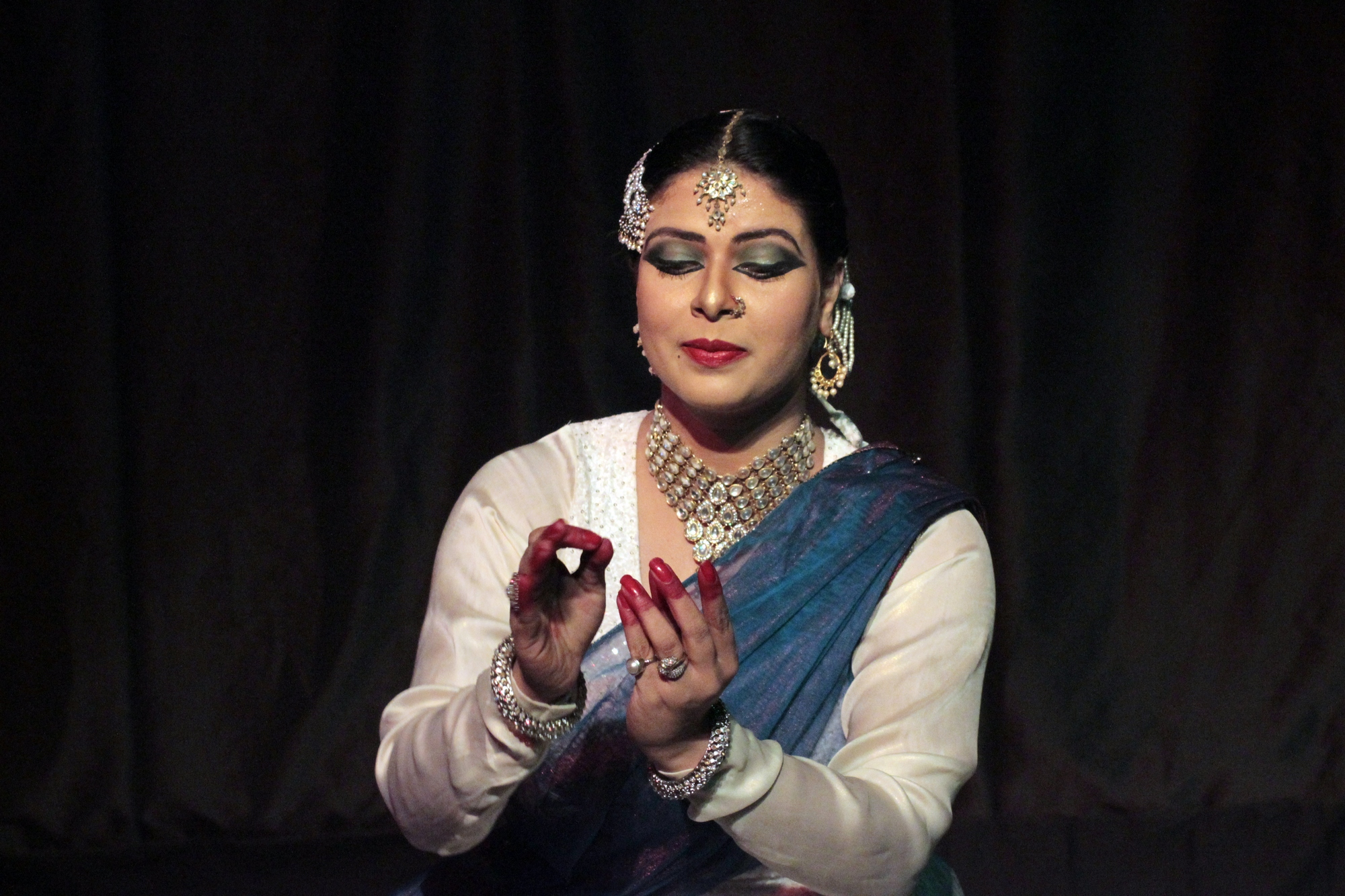
Вираз обличчя в катгаку
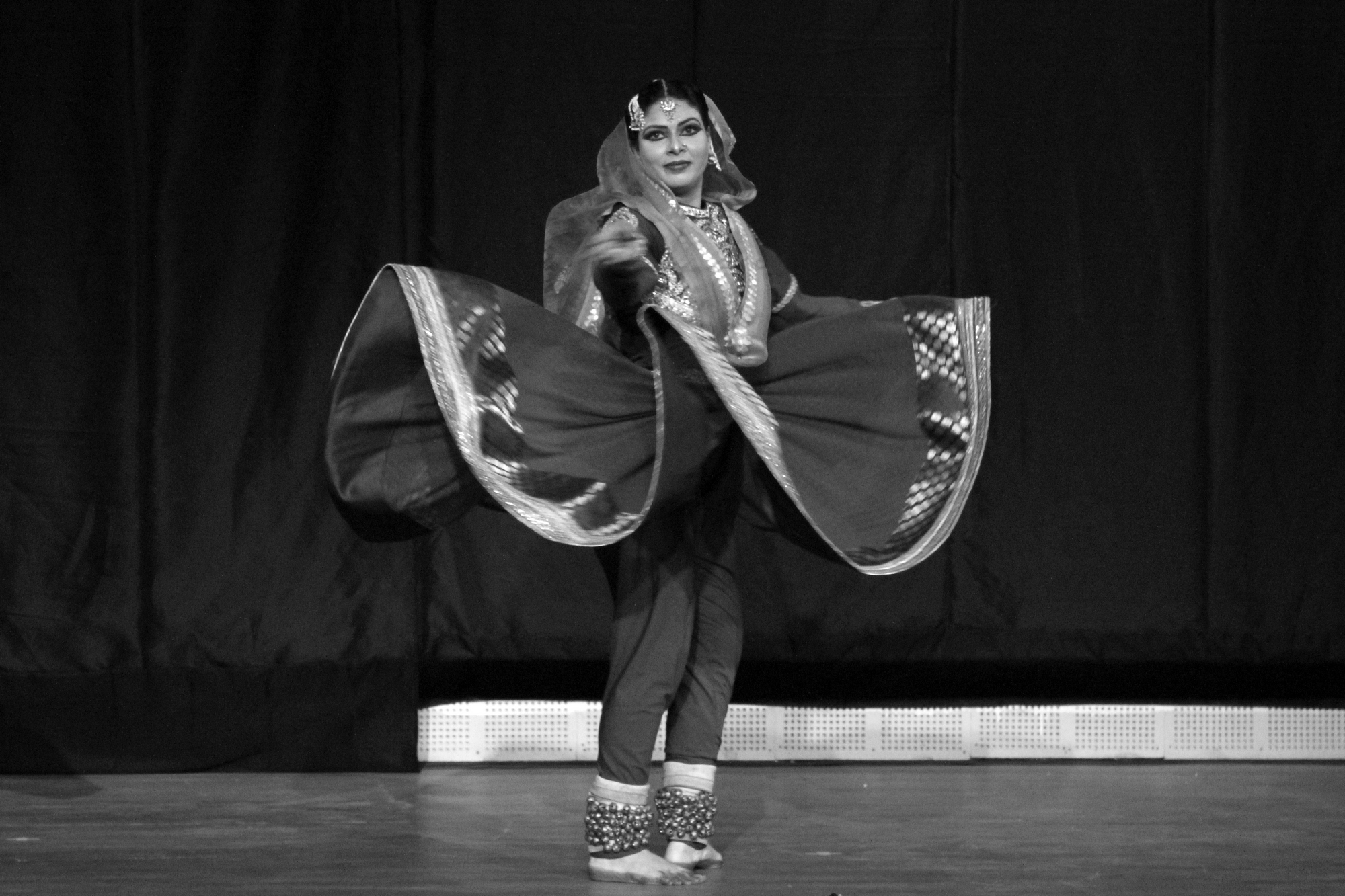
Кола катгаку
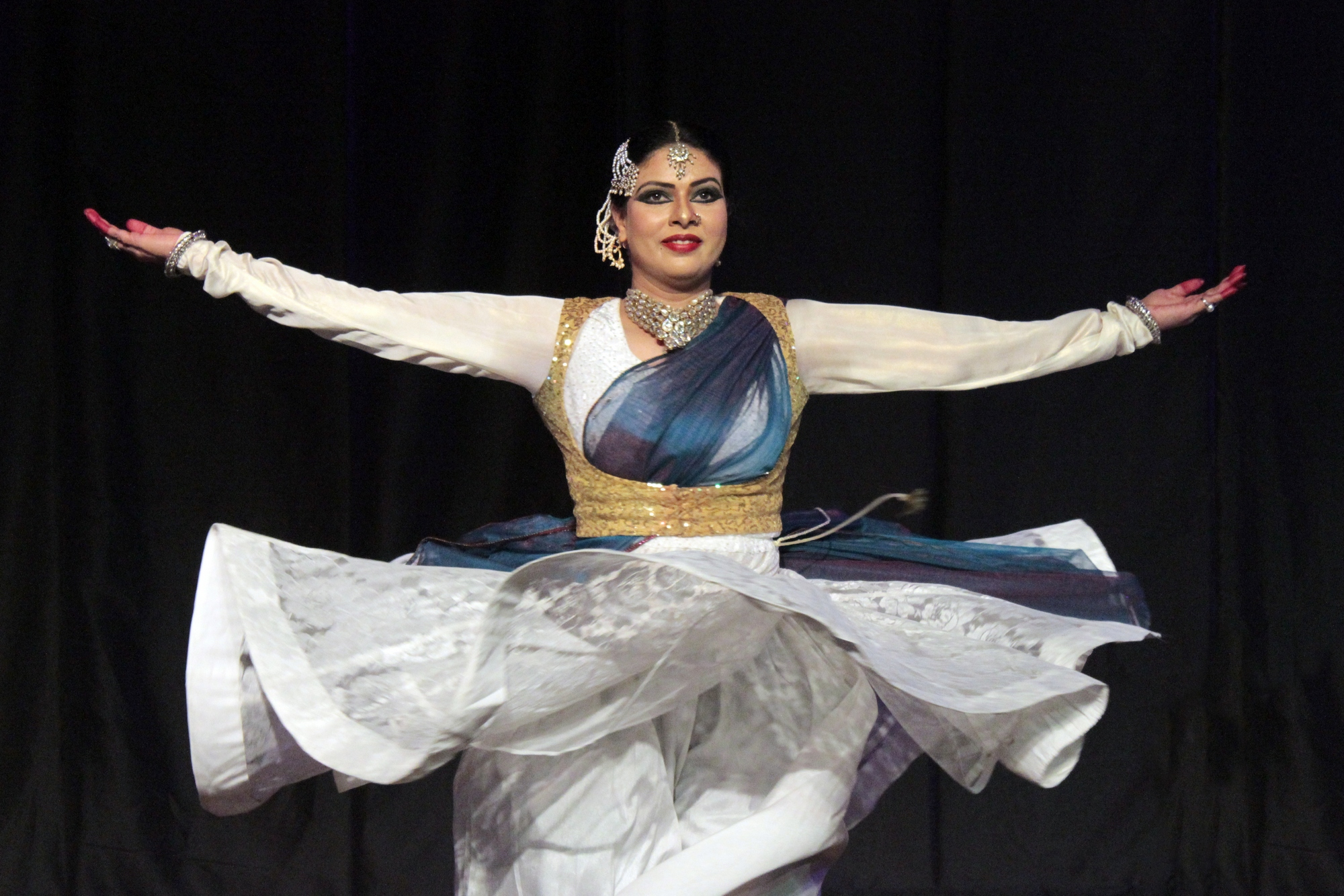
Кола катгаку
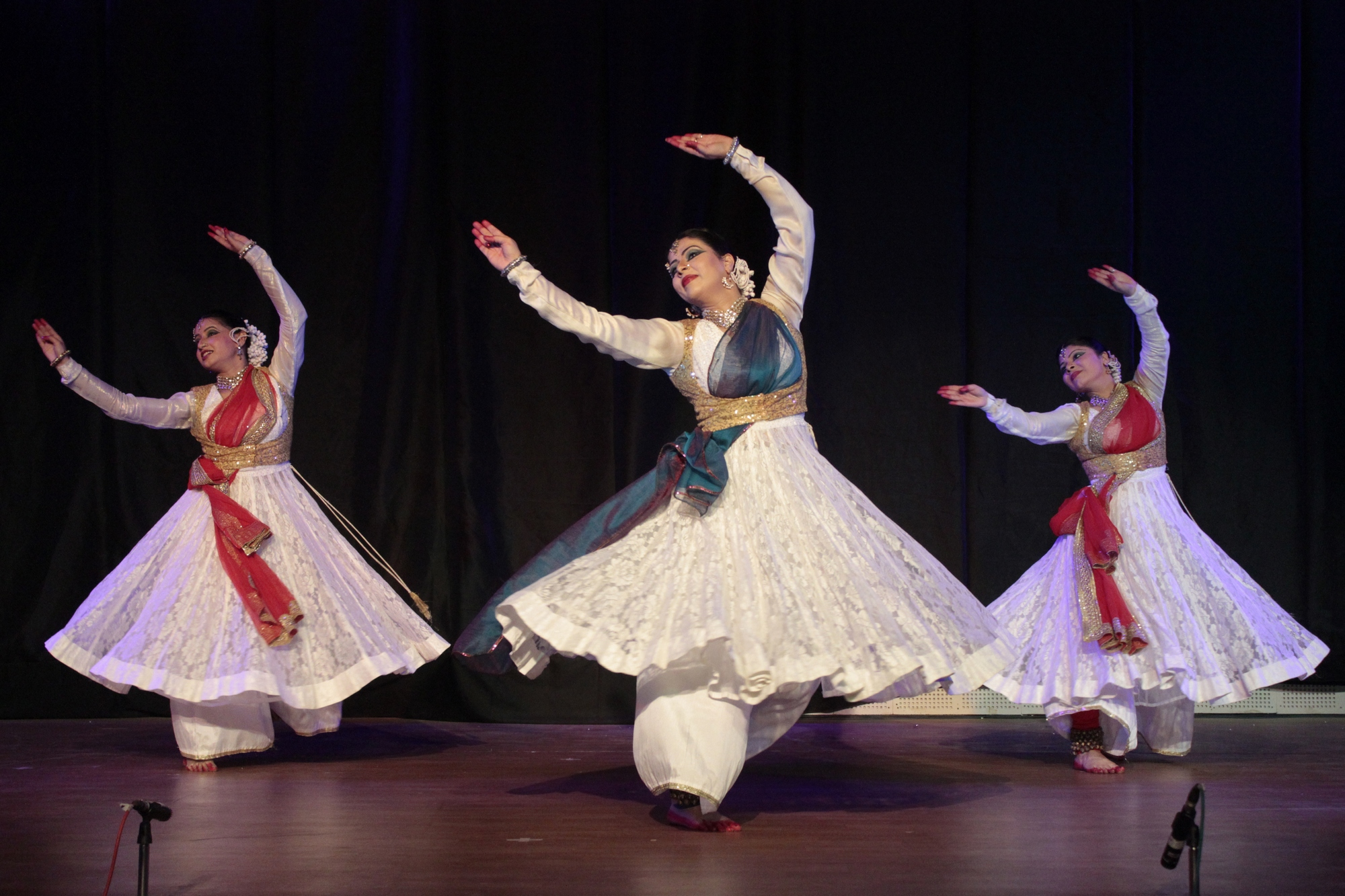
Виступ групи катгак
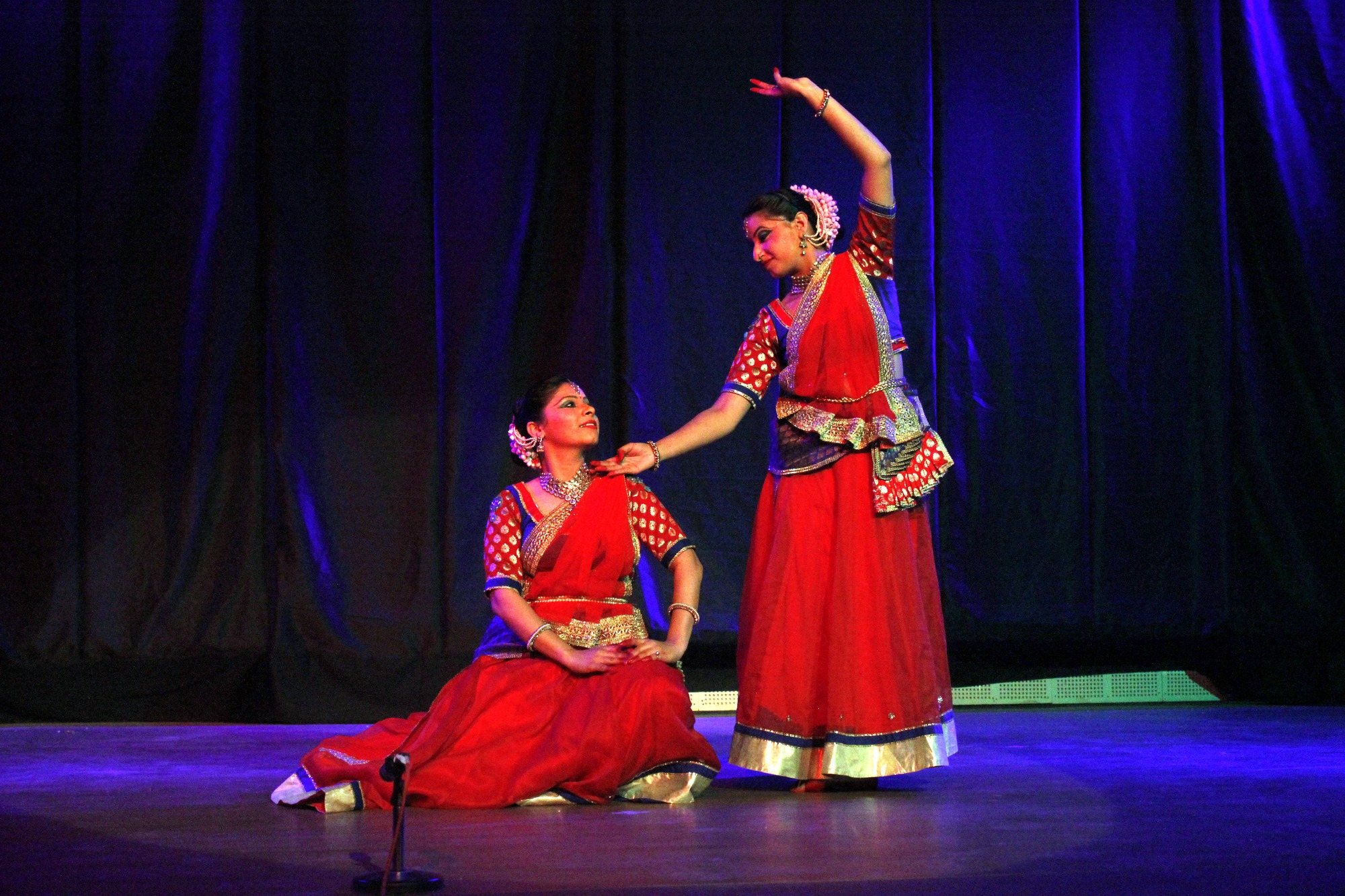
Виступ дуету катгак
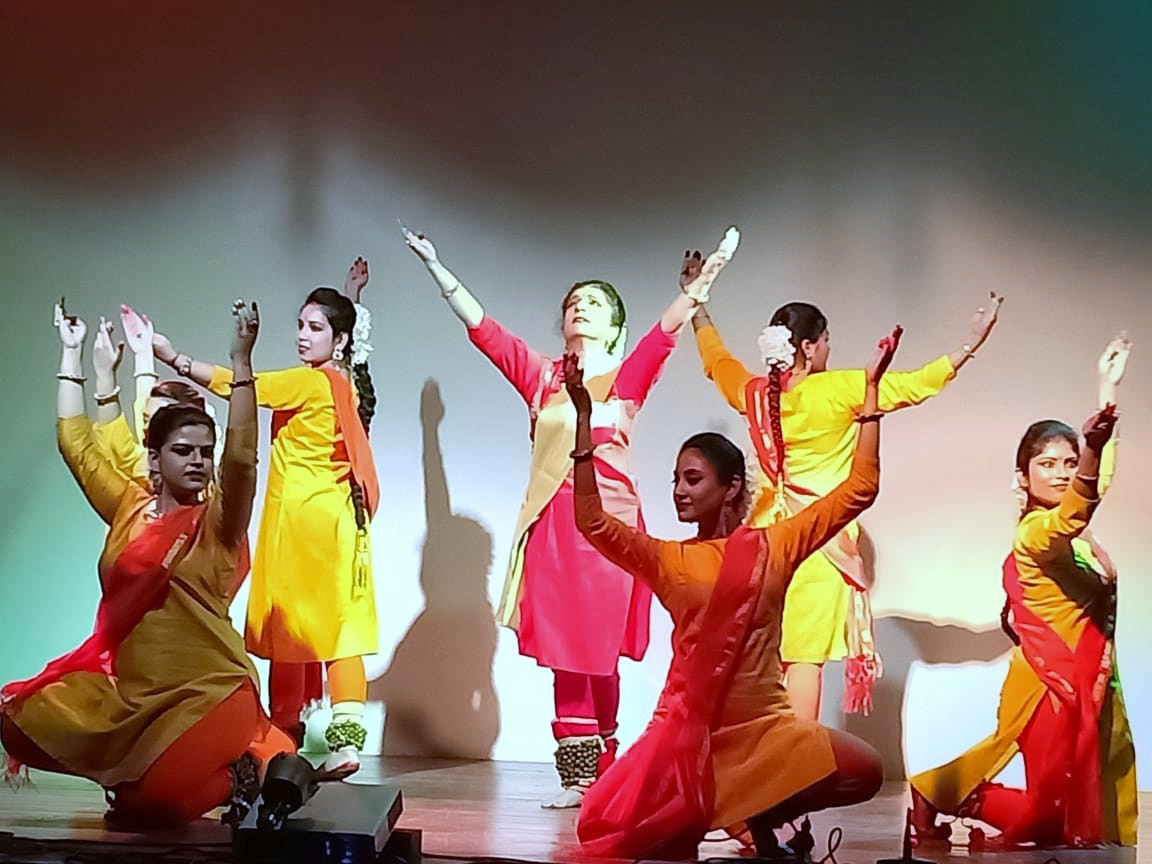
Сушміта Банерджі виступає зі своїми учнями

## Дивитися також
- Список виконавців катгаку